# Eubazus canadensis
Eubazus canadensis är en stekelart som först beskrevs av Léon Abel Provancher 1881.  Eubazus canadensis ingår i släktet Eubazus och familjen bracksteklar. Inga underarter finns listade i Catalogue of Life.